# Bolesław Habowski
Bolesław Habowski (Krakkó, 1914. szeptember 13. – 1979. május 27.) lengyel válogatott labdarúgó.
A lengyel válogatott tagjaként részt vett az 1938-as világbajnokságon.

## Pályafutása

### Klubcsapatokban
1930 és 1938 között a Wisła Kraków játékosa volt. A Wisłában 1933. június 11-én a Cracovia ellen játszotta az első mérkőzését. Első gólját 1934. augusztus 5-én szerezte a Strzelce Siedlce elleni 8–0-s hazai mérkőzésen.  A befejezetlen 1939-es szezont a Junak Drohobyczben töltötte, amely akkoriban nagy eséllyel jutott fel az első osztályba. Az 1933 és 1938 közötti években összesen 83 találkozón játszott az Ekstraklasában a Wisla játékosaként, és 21 gólt szerzett.

### A válogatottban
A lengyel válogatottban 1937. október 10-én mutatkozott be a Jugoszlávia elleni összecsapáson. Ez a találkozó az 1938-as világbajnokság selejtezőmérkőzése volt, a lengyelek 4–0-ra nyerték meg. Második, egyben utolsó meccsét csaknem egy évvel később játszotta a válogatottban, 1938. szeptember 25-én, amikor Lettországgal mérkőztek meg (1–2), Habowski pedig gólt szerzett a lengyel csapatban. Az 1938-as világbajnokságra meghívták a válogatottba, de végül nem vett részt a tornán.

### További sorsa
A második világháború alatt a lengyel fegyveres erők katonája volt. A szeptemberi hadjárat során a szovjetek elfogták, és erőszakkal Szibériába hurcolták. 1942-ben a Władysław Anders tábornok parancsnokságával – hadifoglyokból szervezett – lengyel hadsereghez került. Onnan Afrikán keresztül Angliába érkezett, ahol 1979-ben végül meghalt.

## Sikerei, díjai
Wisła Kraków
- Lengyel bajnokság 2. hely (2): 1936, 1939[2]
- Lengyel bajnokság 3. hely (3): 1933, 1934,  1938

## Fordítás
- Ez a szócikk részben vagy egészben  a   Bolesław Habowski című lengyel Wikipédia-szócikk ezen változatának fordításán alapul.  Az eredeti cikk szerkesztőit annak laptörténete sorolja fel. Ez a jelzés csupán a megfogalmazás eredetét és a szerzői jogokat jelzi, nem szolgál a cikkben szereplő információk forrásmegjelöléseként.